# Adam Posiłek
Adam Posiłek (ur. 25 czerwca 1973 w Chorzowie) – polski piłkarz, występujący na pozycji napastnika.

## Kariera
Jest wychowankiem Ruchu Chorzów. W pierwszej kadrze zadebiutował w sezonie 1991/1992. Ogółem w barwach chorzowskiego klubu wystąpił w 75 meczach na poziomie I ligi, w których strzelił 9 goli. Sezon 1995/1996 spędził w Olimpii Piekary Śląskie. W 1996 roku wyjechał do Niemiec, gdzie grał w klubach Regionalligi: VfL Osnabrück, Atlasie Delmenhorst i Kickers Emden. Od 1999 roku występował w Rotenburger SV; w klubie tym zakończył karierę w 2011 roku.

## Statystyki ligowe
| Sezon     | Klub                    | Liga         | Mecze | Gole |
| --------- | ----------------------- | ------------ | ----- | ---- |
| 1991/1992 | Ruch Chorzów            | I liga       | 23    | 3    |
| 1992/1993 | Ruch Chorzów            | I liga       | 16    | 3    |
| 1993/1994 | Ruch Chorzów            | I liga       | 16    | 1    |
| 1994/1995 | Ruch Chorzów            | I liga       | 20    | 2    |
| 1995/1996 | Olimpia Piekary Śląskie | III liga     | ?     | ?    |
| 1996/1997 | VfL Osnabrück           | Regionalliga | 18    | 1    |
| 1997/1998 | Atlas Delmenhorst       | Regionalliga | 22    | 6    |
| 1998/1999 | Kickers Emden           | Regionalliga | 26    | 4    |